# Megalopodidae
Megalopodidae – rodzina chrząszczy z podrzędu wielożernych i nadrodziny stonek.

## Zasięg występowania
Przedstawiciele tej rodziny występują na całym świecie. W Polsce stwierdzono 5 gatunków.

## Budowa ciała
Głowa wyraźnie odcięta od zwężonej przedniej części tułowia, na jej przodzie brak rowków układających się w kształt litery "X", skroń za oczami krótka lecz wyraźna. Wierzchołki żuwaczek z dwoma ząbkami. Na przedniej krawędzi przedplecza jedna lub więcej szczecinka czuciowa. Śródplecze posiada aparat strydulacyjny. Golenie wszystkich par odnóży z ostrogami na wierzchołkach.
Larwy beznogie, spłaszczone grzbietobrzusznie.

## Biologia i ekologia
Larwy minują liście. Wiele gatunków jest związanych z roślinami z rodziny wierzbowatych.

## Systematyka
Do rodziny Megalopodidae zaliczanych jest 528 gatunków, 30 rodzajów i 4 podrodziny:
- Atelederinae
- Megalopodinae
- Palophaginae
- Zeugophorinae